# Малая Берёзовка (Кировоградская область)
Малая Берёзовка (укр. Мала Березівка) — село в Приютовской поселковой общине Александрийского района Кировоградской области Украины.
Население по переписи 2001 года составляло 17 человек. Почтовый индекс — 28053. Телефонный код — 5235. Код КОАТУУ — 3520380802.

## История
В селе родился Николай Степанович Леонтьев (26 октября 1862, Херсонская губерния —1910, Париж, Франция) — русский военный и политический деятель, исследователь Эфиопии, граф Абиссинской империи.
«Результаты подворной переписи Александрийского уезда», 1886 г.,стр. 14: «д. Малая Березовка (Леонтьева, Лекарева). Населена людьми из разных мест (вербунцами). По обе стороны р. Березовки, которая летом пересыхает».